# Células de Opalski
Una célula de Opalski es una gran célula glial alterada (de hasta 35 μm en diámetro), originada de astrocitos degenerados, que presentan núcleos  (únicos o múltiples)pequeños, excéntricos, picnóticos, densamente teñidos desplazados a la periferia, y un citoplasma con granulación fina, que se encuentran en regiones corticales y subcorticales (ganglios basales  y tálamo) de los cerebros de personas con enfermedad de Wilson  y  con degeneración hepatolenticular adquirida. Las células de Opalski  fueron descritas por Adam Opalski, neurólogo y neuropatólogo polaco.